# Dottore della Chiesa

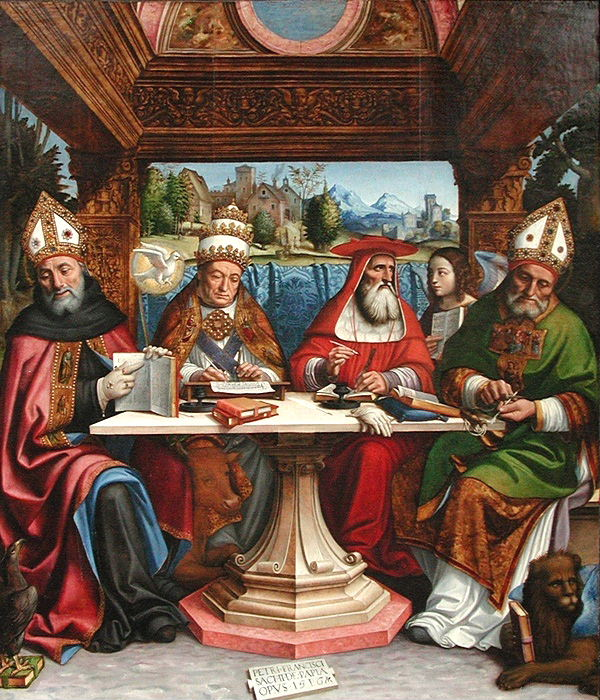
Pier Francesco Sacchi, Dottori della Chiesa (1516); pala d'altare, colore su pioppo, 195,5x167,6 cm, Museo del Louvre, Parigi. Da sinistra a destra, in primo piano, i primi quattro dottori della Chiesa: sant'Agostino, san Gregorio Magno, san Girolamo e sant'Ambrogio.

Il titolo di dottore della Chiesa è un riconoscimento onorifico che la Chiesa cattolica conferisce ai santi che hanno mostrato, nella loro vita e in modo particolare nelle loro opere, straordinarie capacità nell'illuminare e spiegare la fede e la dottrina, attraverso la diffusione della conoscenza o tramite il loro contributo alla riflessione teologica, arricchendo, così, il magistero della Chiesa.

## Storia e descrizione del titolo
La Chiesa ha creato ufficialmente il titolo di dottore della Chiesa nel 1295 quando papa Bonifacio VIII proclamò i primi quattro dottori della Chiesa, i quali erano santi e teologi della Chiesa d'occidente: sant'Ambrogio, sant'Agostino d'Ippona, san Girolamo e san Gregorio Magno. Fino alla seconda metà del XVI secolo il loro numero non aumentò, e pertanto è frequente trovarli nell'iconografia tradizionale.
Nel 1567 papa Pio V dichiarò san Tommaso d'Aquino dottore della Chiesa; a quest'ultimo furono riconosciuti una pluralità di titoli, come quello di Doctor Ecclesiae e di Doctor Angelicus, tributatigli da papa Pio V, e di Patronus caelestis studiorum optimorum, concessogli più di tre secoli dopo da papa Leone XIII con la lettera apostolica Cum hoc sit del 4 agosto 1880. L'anno seguente, nel 1568, lo stesso Pio V elevò al medesimo titolo sant'Atanasio, san Basilio Magno, san Giovanni Crisostomo e san Gregorio Nazianzeno, che appartenevano alla tradizione e alla Chiesa orientale. Con il passare degli anni, altri santi sono stati fregiati di questo riconoscimento.
Alcuni dottori della Chiesa si distinsero per lo stile e il pregio letterario delle loro opere scritte, così come delle trascrizioni dei loro discorsi pubblici. La maggioranza dei dottori compose opere apologetiche di rilevanza teologica, scritte in difesa del deposito della fede cristiana e contro le eresie del loro tempo. In alcuni casi, fu enfatizzato l'aspetto dottrinale, come nelle opere di Gregorio e Ambrogio; l'aspetto mistico negli scritti di santa Caterina da Siena e di san Giovanni della Croce; quello autobiografico, rinvenibile nelle Confessioni di sant'Agostino d'Ippona. Infine, come teologi e filosofi spiccano Ireneo di Lione, Anselmo d'Aosta, Alberto Magno, Bonaventura da Bagnoregio e Tommaso d'Aquino.
Citando la Homilia de Pentecoste di san Giovanni Crisostomo, la lettera della Congregazione per la dottrina della fede Iuvenescit Ecclesia afferma che la Chiesa cattolica è ricolma di dottori che appartengono ai cosiddetti "carismatici", vale a dire a coloro che sono dotati dei carismi dello Spirito Santo. Nell'età apostolica i carismatici erano profeti e dottori, che operavano accanto alla gerarchia di vescovi, presbiteri e diaconi per l'edificazione religiosa dei fedeli. Col finire dell'età apostolica i carismatici scomparvero a poco a poco o finirono per essere riassorbiti nei ruoli della gerarchia.
Al 21 gennaio 2022, data dell'ultima variazione, sono 37 coloro che sono stati insigniti di tale titolo, tra cui sono solo quattro le donne annoverate: Teresa d'Avila, Caterina da Siena, Teresa di Lisieux e Ildegarda di Bingen.

### Differenza tra dottori della Chiesa e padri della Chiesa
Talvolta si è soliti confondere i dottori con i padri della Chiesa. Sono detti padri della Chiesa quelle figure autorevoli e influenti della prima età cristiana i cui scritti costituiscono le basi della dottrina della Chiesa cattolica e che, quindi, hanno contribuito efficacemente alla retta formulazione delle verità di fede; mentre, come precedentemente affermato, i dottori della Chiesa sono eminenti personaggi che hanno contribuito ad arricchire sapientemente il magistero della Chiesa, indipendentemente dalla loro epoca di nascita. Pertanto, ci sono alcune differenze tra il riconoscimento del titolo di dottore della Chiesa e di padre della Chiesa. In primo luogo, è necessario che un santo, per essere riconosciuto come padre della Chiesa, sia vissuto entro il primo millennio dopo Cristo: deve rispettare, perciò, il principio di antichità. Inoltre, per essere dichiarato padre della Chiesa non si richiede un'approvazione ecclesiastica esplicita, mentre per essere denominato dottore della Chiesa è necessario il decreto papale o conciliare. Infine, per essere considerato padre della Chiesa non è necessario che la dottrina teologico-filosofica sia illustre, mentre questa condizione è richiesta per i dottori. Alcuni padri della Chiesa, dunque, sono anche dottori, ma non tutti i dottori sono padri.

### Criteri di assegnazione del titolo
Come stabilito dal cardinale Prospero Lambertini, poi divenuto papa Benedetto XIV, nella seconda parte del IV libro del suo De Servorum Dei et Beatorum canonizatione, i criteri di assegnazione di tale riconoscimento sono tre:
- dottrina eminente, testimoniata da scritti;
- santità di vita, riconosciuta dalla Chiesa mediante la canonizzazione;
- dichiarazione da parte del papa o di un concilio generale legittimamente convocato.

Dunque, questo titolo è concesso postumo a coloro che, una volta concluso il processo di canonizzazione, si sono distinti in vita per eminente dottrina testimoniata per mezzo dei loro scritti e che, quindi, hanno significativamente arricchito la dottrina della Chiesa, sia a livello filosofico-teologico sia sul piano ascetico-spirituale. Si tratta di un riconoscimento attribuito solo dal papa o da un concilio, ed è assegnato molto raramente.
Élie Ayroulet, vice-postulatore della causa del dottorato di Ireneo di Lione, definiva così il dottore della Chiesa:
Al giorno d'oggi, prima che la proclamazione avvenga in maniera ufficiale da parte del papa o di un concilio, due dicasteri della Curia Romana si occupano di esaminare le richieste provenienti dai fedeli e vagliare la possibilità di dichiarare dottore della Chiesa un fedele canonizzato. Il Dicastero delle cause dei santi, per primo, riceve lettere e petizioni da parte di postulatori per quanti chiedono l'attribuzione di questo titolo ad un santo. Il già citato dicastero, poi, interpella il Dicastero per la dottrina della fede, che ha il compito di esaminare nel dettaglio se il candidato è conforme ai criteri stabiliti dal diritto, e deve quindi esprimersi in modo positivo o negativo riguardo la cosiddetta eminens doctrina, ossia la dottrina eminente: questa espressione indica che gli insegnamenti del candidato al dottorato devono caratterizzarsi non soltanto per l’ortodossia della dottrina, ma anche per la profondità teologica e spirituale. Dopo che questi due organi curiali si sono espressi, la proposizione del titolo viene sottoposta al papa o al concilio generale, ossia alle uniche autorità che hanno facoltà di proclamare un dottore della Chiesa; se queste convalidano la proclamazione, spesso mediante lettera apostolica, essa viene fatta oggetto di una celebrazione solenne. Il calendario liturgico riserva delle menzioni speciali per celebrare i dottori della Chiesa.

### Celebrazione per la proclamazione a dottore della Chiesa
La cerimonia solenne per la proclamazione a dottore della Chiesa avviene durante una celebrazione eucaristica presieduta dal papa in persona. La prima parte della celebrazione consta della processione introitale, accompagnata dal canto delle Laudes Regiae, e del rito della proclamazione a dottore della Chiesa; terminati questi due momenti, la celebrazione prosegue come di consueto. Dunque, dopo che il papa è arrivato alla sede per lui appositamente preparata e il canto è terminato, ha inizio il rito. Il cardinale prefetto del Dicastero delle cause dei santi si rivolge al Santo Padre introducendo tutti alla particolare cerimonia e, letta la biografia del santo in questione, procede alla formale petizione di proclamazione. A questo punto, tutti si alzano in piedi, tranne il papa, il quale, rimanendo seduto, pronuncia in latino la formula di proclamazione:
Si esegue un canto di ringraziamento, intanto tutta l'assemblea risponde:
Il cardinale prefetto del Dicastero delle cause dei santi si rivolge al papa dicendo:
Come già detto, la liturgia prosegue con i riti iniziali.

## Chiesa cattolica

### Elenco dottori della Chiesa
Di seguito l'elenco dei 37 nomi con l'indicazione della data di proclamazione a dottore della Chiesa da parte della Chiesa cattolica; le date che portano un asterisco indicano che questi santi sono venerati anche dalle Chiese d'Oriente, anche se presso di essa non esiste l'espressione "dottore della Chiesa".
Il 31 luglio 2025 papa Leone XIV, nel corso dell'udienza concessa al cardinale Marcello Semeraro, prefetto del Dicastero delle cause dei santi, ha espresso parere favorevole affinché sia attribuito il titolo di dottore della Chiesa a san John Henry Newman. Al momento, la data ufficiale del conferimento del titolo non è stata resa nota.
| N° | Nome                                                  | Ritratto | Anno di nascita | Anno di morte | Anno di proclamazione | Pontefice proclamante  | Luogo di nascita         | Carica                         |
| -- | ----------------------------------------------------- | -------- | --------------- | ------------- | --------------------- | ---------------------- | ------------------------ | ------------------------------ |
| 1  | Gregorio I papa, o San Gregorio Magno                 |          | 540             | 604           | 1298 *                | Papa Bonifacio VIII    | Roma                     | Papa                           |
| 2  | Ambrogio di Milano                                    |          | 340 circa       | 397           | 1298 *                | Papa Bonifacio VIII    | Treviri                  | Vescovo di Milano              |
| 3  | Agostino d'Ippona, detto Doctor Gratiae               |          | 354             | 430           | 1298 *                | Papa Bonifacio VIII    | Tagaste                  | Vescovo di Ippona              |
| 4  | Girolamo                                              |          | 347             | 420           | 1298 *                | Papa Bonifacio VIII    | Stridone                 | Presbitero                     |
| 5  | Tommaso d'Aquino, detto Doctor Angelicus              |          | 1225            | 1274          | 1567                  | Papa Pio V             | Roccasecca               | Presbitero                     |
| 6  | Giovanni Crisostomo detto Doctor Eucharistiae         |          | 350 circa       | 407           | 1568 *                | Papa Pio V             | Antiochia                | Patriarca di Costantinopoli    |
| 7  | Basilio Magno                                         |          | 329 circa       | 379           | 1568 *                | Papa Pio V             | Cesarea in Cappadocia    | Vescovo di Cesarea             |
| 8  | Gregorio Nazianzeno                                   |          | 329             | 390           | 1568 *                | Papa Pio V             | Arianzo                  | Patriarca di Costantinopoli    |
| 9  | Atanasio di Alessandria                               |          | 295             | 373           | 1568 *                | Papa Pio V             | Alessandria d'Egitto     | Patriarca di Alessandria       |
| 10 | Bonaventura da Bagnoregio, detto Doctor Seraphicus    |          | 1217 circa      | 1274          | 1588                  | Papa Sisto V           | Bagnoregio               | Cardinale Vescovo di Albano    |
| 11 | Anselmo d'Aosta, detto Doctor Magnificus              |          | 1033 circa      | 1109          | 1720                  | Papa Clemente XI       | Aosta                    | Arcivescovo di Canterbury      |
| 12 | Isidoro di Siviglia                                   |          | 560             | 636           | 1722 *                | Papa Innocenzo XIII    | Cartagena                | Vescovo di Siviglia            |
| 13 | Pietro Crisologo                                      |          | 406             | 450           | 1729 *                | Papa Benedetto XIII    | Imola                    | Vescovo di Ravenna             |
| 14 | Leone I papa                                          |          | 400 circa       | 461           | 1754 *                | Papa Benedetto XIV     | Toscana                  | Papa                           |
| 15 | Pier Damiani                                          |          | 1007            | 1072          | 1828                  | Papa Leone XII         | Ravenna                  | Cardinale Vescovo di Ostia     |
| 16 | Bernardo di Chiaravalle, detto Doctor Mellifluus      |          | 1090            | 1153          | 1830                  | Papa Pio VIII          | Fontaine-lès-Dijon       | Abate di Clairvaux             |
| 17 | Ilario di Poitiers                                    |          | 315 circa       | 367           | 1851 *                | Papa Pio IX            | Poitiers                 | Vescovo di Poitiers            |
| 18 | Alfonso Maria de' Liguori, detto Doctor Zelantissimus |          | 1696            | 1787          | 1871                  | Papa Pio IX            | Napoli                   | Vescovo di Sant'Agata de' Goti |
| 19 | Francesco di Sales                                    |          | 1567            | 1622          | 1877                  | Papa Pio IX            | Thorens-Glières,         | Vescovo di Ginevra             |
| 20 | Cirillo di Alessandria, detto Doctor Incarnationis    |          | 376             | 444           | 1882 *                | Papa Leone XIII        | Alessandria              | Patriarca di Alessandria       |
| 21 | Cirillo di Gerusalemme                                |          | 315             | 386           | 1882 *                | Papa Leone XIII        | Gerusalemme              | Patriarca di Gerusalemme       |
| 22 | Giovanni Damasceno                                    |          | 650 circa       | 749           | 1890 *                | Papa Leone XIII        | Damasco                  | Presbitero                     |
| 23 | Beda il Venerabile                                    |          | 672             | 735           | 1899 *                | Papa Leone XIII        | Monkton in Jarrow        | Presbitero                     |
| 24 | Efrem il Siro                                         |          | 306             | 373           | 1920 *                | Papa Benedetto XV      | Nisibis                  | Diacono                        |
| 25 | Pietro Canisio                                        |          | 1521            | 1597          | 1925                  | Papa Pio XI            | Nimega                   | Presbitero                     |
| 26 | Giovanni della Croce, detto Doctor mysticus           |          | 1542            | 1591          | 1926                  | Papa Pio XI            | Fontiveros               | Presbitero                     |
| 27 | Roberto Bellarmino                                    |          | 1542            | 1621          | 1931                  | Papa Pio XI            | Montepulciano            | Cardinale Arcivescovo di Capua |
| 28 | Alberto Magno, detto Doctor universalis               |          | 1193 circa      | 1280          | 1931                  | Papa Pio XI            | Lauingen                 | Vescovo di Ratisbona           |
| 29 | Antonio di Padova, detto Doctor evangelicus           |          | 1195            | 1231          | 1946                  | Papa Pio XII           | Lisbona                  | Presbitero                     |
| 30 | Lorenzo da Brindisi, detto Doctor apostolicus         |          | 1559            | 1619          | 1959                  | Papa Giovanni XXIII    | Brindisi                 | Presbitero                     |
| 31 | Teresa d'Avila                                        |          | 1515            | 1582          | 1970                  | Papa Paolo VI          | Avila                    | Religiosa                      |
| 32 | Caterina da Siena                                     |          | 1347            | 1380          | 1970                  | Papa Paolo VI          | Siena                    | Religiosa                      |
| 33 | Teresa di Lisieux, detta Doctor caritatis             |          | 1873            | 1897          | 1997                  | Papa Giovanni Paolo II | Alençon                  | Religiosa                      |
| 34 | Giovanni d'Avila                                      |          | 1499            | 1569          | 2012                  | Papa Benedetto XVI     | Almodóvar del Campo      | Presbitero                     |
| 35 | Ildegarda di Bingen                                   |          | 1098            | 1179          | 2012                  | Papa Benedetto XVI     | Bermersheim vor der Höhe | Badessa                        |
| 36 | Gregorio di Narek                                     |          | 951             | 1003          | 2015                  | Papa Francesco         | Andzevatsik              | Monaco                         |
| 37 | Ireneo di Lione, detto Doctor unitatis                |          | 130             | 202           | 2022                  | Papa Francesco         | Smirne                   | Vescovo di Lione               |

Nel XVI secolo Luca Signorelli dipingeva nel duomo di Orvieto il gruppo di quindici dottori della Chiesa che erano stati proclamati fino a quell'epoca. Il dipinto riporta la dicitura Doctorum sapiens ordo e, raffigura fra gli altri, san Tommaso d’Aquino, sant'Ambrogio, san Gregorio papa, san Girolamo e sant'Agostino.

### Candidati a dottore della Chiesa
Di seguito l'elenco di alcuni possibili candidati al titolo di dottore della Chiesa; per pochi di loro sono già stati aperti presso la Santa Sede i relativi processi per l'attribuzione del titolo, per altri la candidatura si limita a proposte più o meno ufficiali da parte delle varie conferenze episcopali o di gruppi di fedeli.
Donne
| Nome                               | Ritratto | Anno di nascita | Anno di morte | Luogo di nascita       | Carica       |
| ---------------------------------- | -------- | --------------- | ------------- | ---------------------- | ------------ |
| Veronica Giuliani                  |          | 1660            | 1727          | Mercatello sul Metauro | Religiosa    |
| Gertrude di Helfta                 |          | 1256            | 1302          | Eisleben               | Religiosa    |
| Brigida di Svezia                  |          | 1303            | 1373          | Finsta                 | Religiosa    |
| Margherita Maria Alacoque          |          | 1647            | 1690          | Verosvres              | Religiosa    |
| Giuliana di Norwich                |          | 1342            | 1416          | Norfolk                | Religiosa    |
| Maria Faustina Kowalska            |          | 1905            | 1938          | Głogowiec              | Religiosa    |
| Laura Montoya y Upeguí             |          | 1874            | 1949          | Jericó                 | Religiosa    |
| María Concepción Cabrera de Armida |          | 1862            | 1937          | San Luis Potosí        | Fedele laica |
| Teresa Benedetta della Croce       |          | 1891            | 1942          | Breslavia              | Religiosa    |

Uomini
| Nome                             | Ritratto | Anno di nascita | Anno di morte | Luogo di nascita   | Carica                      |
| -------------------------------- | -------- | --------------- | ------------- | ------------------ | --------------------------- |
| Antonino da Firenze              |          | 1389            | 1459          | Firenze            | Arcivescovo di Firenze      |
| Martino di Braga                 |          | 520             | 580           | Pannonia           | Vescovo di Braga            |
| Cirillo                          |          | 827             | 869           | Tessalonica        | Monaco                      |
| Metodio                          |          | 825             | 885           | Tessalonica        | Vescovo di Sirmio           |
| Raimondo Lullo                   |          | 1232            | 1316          | Palma di Maiorca   | Fedele laico                |
| Bernardino da Siena              |          | 1380            | 1444          | Siena              | Presbitero                  |
| Lorenzo Giustiniani              |          | 1380            | 1456          | Venezia            | Patriarca di Venezia        |
| Tommaso da Villanova             |          | 1486            | 1555          | Fuenllana          | Arcivescovo di Valencia     |
| Giovanni Eudes                   |          | 1601            | 1680          | Ri                 | Presbitero                  |
| Bartolomeo Fernandes             |          | 1514            | 1590          | Lisbona            | Arcivescovo di Braga        |
| Vincenzo de' Paoli               |          | 1581            | 1660          | Pouy               | Presbitero                  |
| Ignazio di Loyola                |          | 1491            | 1556          | Loyola             | Presbitero                  |
| Luigi Maria Grignion de Montfort |          | 1673            | 1716          | Montfort-la-Cane   | Presbitero                  |
| Giovanni Bosco                   |          | 1815            | 1888          | Castelnuovo d'Asti | Presbitero                  |
| Pio da Pietrelcina               |          | 1887            | 1968          | Pietrelcina        | Presbitero                  |
| John Henry Newman                |          | 1801            | 1890          | Londra             | Cardinale                   |
| Giovanni Paolo II                |          | 1920            | 2005          | Wadowice           | Papa                        |
| Óscar Romero                     |          | 1917            | 1980          | Ciudad Barrios     | Arcivescovo di San Salvador |
| Benedetto XVI                    |          | 1927            | 2022          | Marktl             | Papa                        |

## Chiesa ortodossa
La Chiesa ortodossa venera alcuni dei santi anteriori al Grande Scisma, ma l'applicazione del termine dottore o padre da parte della Chiesa è meno definita che in Occidente ed è perciò inutile cercare una lista ufficiale dei dottori della Chiesa.
Si possono comunque ricordare alcuni dottori, come:
- Fozio
- Gregorio Palamas
- Nicodemo l'Agiorita

Un'eccezione alla flessibilità del termine è il gruppo formato da Basilio Magno, Gregorio Nazianzeno e Giovanni Crisostomo, dottori della Chiesa, conosciuti come "i tre santi gerarchi", che rappresentano la cristianizzazione della tradizione e dell'educazione ellenica.

## Anglicanesimo
Le Chiese della Comunione Anglicana nei loro calendari dei santi non utilizzano l'espressione dottore della Chiesa, preferendo il termine di maestro della fede.
I santi riconosciuti come maestri includono personaggi anteriori e posteriori alla Riforma; nella maggior parte dei casi si tratta di persone per le quali anche la Chiesa cattolica riconosce il titolo di dottore.
I maestri della fede nel calendario dei santi dalla Chiesa d'Inghilterra sono:
| Nome                      | Ritratto | Anno di nascita | Anno di morte | Luogo di nascita      | Carica                        |
| ------------------------- | -------- | --------------- | ------------- | --------------------- | ----------------------------- |
| Basilio Magno             |          | ca. 329         | 379           | Cesarea in Cappadocia | Vescovo di Cesarea            |
| Gregorio Nazianzeno       |          | 329             | 390           | Arianzo               | Patriarca di Costantinopoli   |
| Ilario di Poitiers        |          | ca. 315         | 367           | Poitiers              | Vescovo di Poitiers           |
| Francesco di Sales        |          | 1567            | 1622          | Thorens-Glières       | Vescovo di Ginevra            |
| Tommaso d'Aquino          |          | 1225            | 1274          | Roccasecca            | Presbitero                    |
| Cirillo di Gerusalemme    |          | 315             | 386           | Gerusalemme           | Patriarca di Gerusalemme      |
| Guglielmo di Ockham       |          | 1288            | 1349          | Ockham                | Religioso                     |
| Anselmo di Canterbury     |          | ca. 1033        | 1109          | Aosta                 | Arcivescovo di Canterbury     |
| Caterina da Siena         |          | 1347            | 1380          | Siena                 | Religiosa                     |
| Atanasio d'Alessandria    |          | 295             | 373           | Alessandria d'Egitto  | Patriarca di Alessandria      |
| Efrem il Siro             |          | 306             | 373           | Nisibis               | Diacono                       |
| Cirillo d'Alessandria     |          | 376             | 444           | Alessandria           | Patriarca di Alessandria      |
| Ireneo di Lione           |          | 130             | 202           | Smirne                | Vescovo di Lione              |
| Bonaventura da Bagnoregio |          | ca. 1217        | 1274          | Bagnoregio            | Cardinale Vescovo di Albano   |
| Gregorio di Nissa         |          | 335             | ca. 395       | Cesarea in Cappadocia | Vescovo di Nissa              |
| Macrina la Giovane        |          | 324             | 380           | Cesarea in Cappadocia | Religiosa                     |
| Bernardo di Chiaravalle   |          | 1090            | 1153          | Fontaine-lès-Dijon    | Presbitero                    |
| Agostino d'Ippona         |          | 354             | 430           | Tagaste               | Vescovo di Ippona             |
| Gregorio Magno            |          | 540             | 604           | Roma                  | Papa                          |
| Giovanni Crisostomo       |          | ca. 350         | 407           | Antiochia             | Arcivescovo di Costantinopoli |
| Sergio di Radonež         |          | 1322            | 1392          | Rostov                | Religioso                     |
| Girolamo                  |          | 347             | 420           | Stridone              | Presbitero                    |
| Teresa d'Avila            |          | 1515            | 1582          | Avila                 | Religiosa                     |
| William Temple            |          | 1881            | 1944          | Exeter                | Vescovo di Manchester         |
| Leone Magno               |          | ca. 400         | 461           | Toscana               | Papa                          |
| Giovanni Damasceno        |          | ca. 650         | 749           | Damasco               | Presbitero                    |
| Ambrogio                  |          | ca. 340         | 397           | Treviri               | Vescovo di Milano             |
| Giovanni della Croce      |          | 1542            | 1591          | Fontiveros            | Presbitero                    |

## Chiesa apostolica armena
La Chiesa apostolica armena riconosce come dottori della Chiesa i seguenti santi:
| Nome                   | Ritratto | Anno di nascita | Anno di morte | Luogo di nascita      | Carica                        |
| ---------------------- | -------- | --------------- | ------------- | --------------------- | ----------------------------- |
| Dionigi l'Areopagita   |          |                 | 95 ca.        |                       |                               |
| papa Silvestro I       |          |                 | 335           |                       | Papa                          |
| Atanasio d'Alessandria |          | 295             | 373           | Alessandria d'Egitto  | Patriarca di Alessandria      |
| Cirillo d'Alessandria  |          | 370             | 444           | Alessandria d'Egitto  | Patriarca di Alessandria      |
| Efrem il Siro          |          | 306             | 373           | Nisibis               | diacono                       |
| San Basilio Magno      |          | ca. 329         | 379           | Cesarea in Cappadocia | Vescovo di Cesarea            |
| Gregorio Nazianzeno    |          | 329             | 390           | Arianzo               | Patriarca di Costantinopoli   |
| Gregorio di Nissa      |          | 335             | 395           | Cesarea in Cappadocia | Vescovo di Nissa              |
| Epifanio di Salamina   |          | 315             | 403           | Eleutheropolis        | Vescovo di Salamina           |
| Giovanni Crisostomo    |          | ca. 350         | 407           | Antiochia             | Arcivescovo di Costantinopoli |
| Cirillo di Gerusalemme |          | 315             | 386           | Gerusalemme           | Patriarca di Gerusalemme      |

## Chiesa assira
La Chiesa assira riconosce i seguenti dottori della Chiesa:
| Nome                  | Anno di nascita | Anno di morte | Luogo di nascita | Carica                      |
| --------------------- | --------------- | ------------- | ---------------- | --------------------------- |
| Diodoro di Tarso      | 330             | 390 ca.       | Antiochia        | Vescovo                     |
| Teodoro di Mopsuestia | 350 ca.         | 428           |                  | Vescovo di Mopsuestia       |
| Nestorio              | 381             | 451           | Germanicia       | Patriarca di Costantinopoli |

## Luteranesimo
Il Calendario dei santi (luterano) non usa il termine di "dottore della Chiesa". Spesso in ambito luterano ci si riferisce a Martin Lutero con il titolo di dottore (doctor Martinus), ma per il fatto che il padre della Riforma aveva conseguito il dottorato in teologia, non nel senso usato dalle altre confessioni.